# 오혜원 (작가)
오혜원는 대한민국의 텔레비전 드라마 작가이다. 

## 드라마
- 2024년 tvN 월화 미니시리즈 《웨딩 임파서블》 ... 공동집필